# جیمز جی. کی
جیمز جی. کی (انگلیسی: James J. Kay) دانشمند کانادایی در زمینهٔ فیزیک بود.